# Gianni Corelli
Gianni Corelli (Ferrara, 30 dicembre 1936 – Ferrara, 11 maggio 2008) è stato un allenatore di calcio e calciatore italiano, di ruolo attaccante o centrocampista.

## Carriera

### Giocatore
Notato da Paolo Mazza in una delle squadre locali, è cresciuto nelle file della SPAL; è passato quindi allo Spezia, dove è restato due anni prima di tornare nella SPAL. Ha esordito in Serie A il 20 settembre 1959 in SPAL-Napoli (3-0), in un campionato in cui i ferraresi si sono piazzati tra le prime.

Gianni Corelli

È passato poi proprio al Napoli, dove ha vinto la Coppa Italia del 1962, battendo in finale proprio la SPAL e segnando il primo gol per il 2-1 finale, e conquistando anche la promozione in A. Si tratta di un record mai più riuscito a nessun'altra squadra.
Ha chiuso la carriera nel Foligno, dopo aver giocato altri tre anni nel Mantova e uno nella Ternana.

### Allenatore
Iniziando dal Foligno nel 1970, ha intrapreso la carriera da allenatore, che lo ha portato successivamente sulla panchina del Crotone; dopo un primo campionato di centroclassifica, con 36 punti finali, nel 1977 ha sfiorato la serie B alle spalle del Bari, arrivando al terzo posto finale ex aequo in classifica. Ha allenato poi il Barletta, con cui ha concluso il campionato 1982-1983 all'ottavo posto; in seguito ha allenato il Savoia, il Mantova, il Parma, il Giulianova, con cui ha ottenuto la promozione in serie C1 nel 1980, lo Spezia e il Pescara (in coppia con un altro ferrarese, Vincenzo Zucchini, nel campionato di Serie B 1993-1994).
E3 deceduto nel 2008, all'età di 71 anni, in seguito ad un malore, accusato mentre cenava con l'amico Gino Vecchi, suo ex compagno di squadra nella SPAL.

## Statistiche

### Presenze e reti nei club
| Stagione        | Squadra         | Campionato      | Campionato | Campionato | Totale | Totale |
| Stagione        | Squadra         | Comp            | Pres       | Reti       | Pres   | Reti   |
| --------------- | --------------- | --------------- | ---------- | ---------- | ------ | ------ |
| 1956-1957       | SPAL            | A               | 0          | 0          | 0      | 0      |
| 1957-1958       | Spezia          | D               | 29         | 9          | 29     | 9      |
| 1958-1959       | Spezia          | C               | 33         | 8          | 33     | 8      |
| Totale Spezia   | Totale Spezia   | Totale Spezia   | 62         | 17         | 62     | 17     |
| 1959-1960       | SPAL            | A               | 27         | 5          | 27     | 5      |
| 1960-1961       | SPAL            | A               | 24         | 1          | 24     | 1      |
| Totale SPAL     | Totale SPAL     | Totale SPAL     | 51         | 6          | 51     | 6      |
| 1961-1962       | Napoli          | B               | 32         | 11         | 32     | 11     |
| 1962-1963       | Napoli          | A               | 30         | 9          | 30     | 9      |
| 1963-1964       | Napoli          | B               | 32         | 0          | 32     | 0      |
| 1964-1965       | Napoli          | B               | 11         | 3          | 11     | 3      |
| Totale Napoli   | Totale Napoli   | Totale Napoli   | 105        | 23         | 105    | 23     |
| 1965-1966       | Mantova         | B               | 25         | 5          | 25     | 5      |
| 1966-1967       | Mantova         | A               | 18         | 1          | 18     | 1      |
| 1967-1968       | Mantova         | A               | 13         | 3          | 13     | 3      |
| Totale Mantova  | Totale Mantova  | Totale Mantova  | 56         | 9          | 56     | 9      |
| 1968-1969       | Ternana         | B               | 20         | 0          | 20     | 0      |
| 1969-1970       | Foligno         | D               | 21         | 0          | 21     | 0      |
| Totale carriera | Totale carriera | Totale carriera | 315        | 55         | 315    | 55     |

## Palmarès

### Giocatore

#### Competizioni nazionali
- Coppa Italia: 1

Napoli: 1961-1962
- Coppa Ottorino Mattei: 1

Spezia: 1957-1958

### Allenatore

#### Competizioni nazionali
- Campionato italiano Serie C2: 2

Giulianova: 1979-1980 (girone C)
Barletta: 1981-1982 (girone D)